# خرسک‌ها
خرسک‌ها (نام علمی: Procyon) نام یک سرده از تیره خرسکان است.